# 理工大学站 (哈尔滨)
理工大学站是哈尔滨轨道交通1号线的车站，位于中华人民共和国黑龙江省哈尔滨市南岗区哈西街道北航街与学府路交叉口地下，為1号线的樣板站，自動扶梯於2011年11月起開始安裝，站臺裝修工程於2012年2月基本完成，並於2013年9月26日开通使用。
车站以临近哈尔滨理工大学命名。
理工大学站位于学府路下，哈尔滨理工大学门前，学府路与学府二道街交口处。附近有工程力学研究所、哈尔滨理工大学等，最近的公交车站为理工大学站。

## 结构

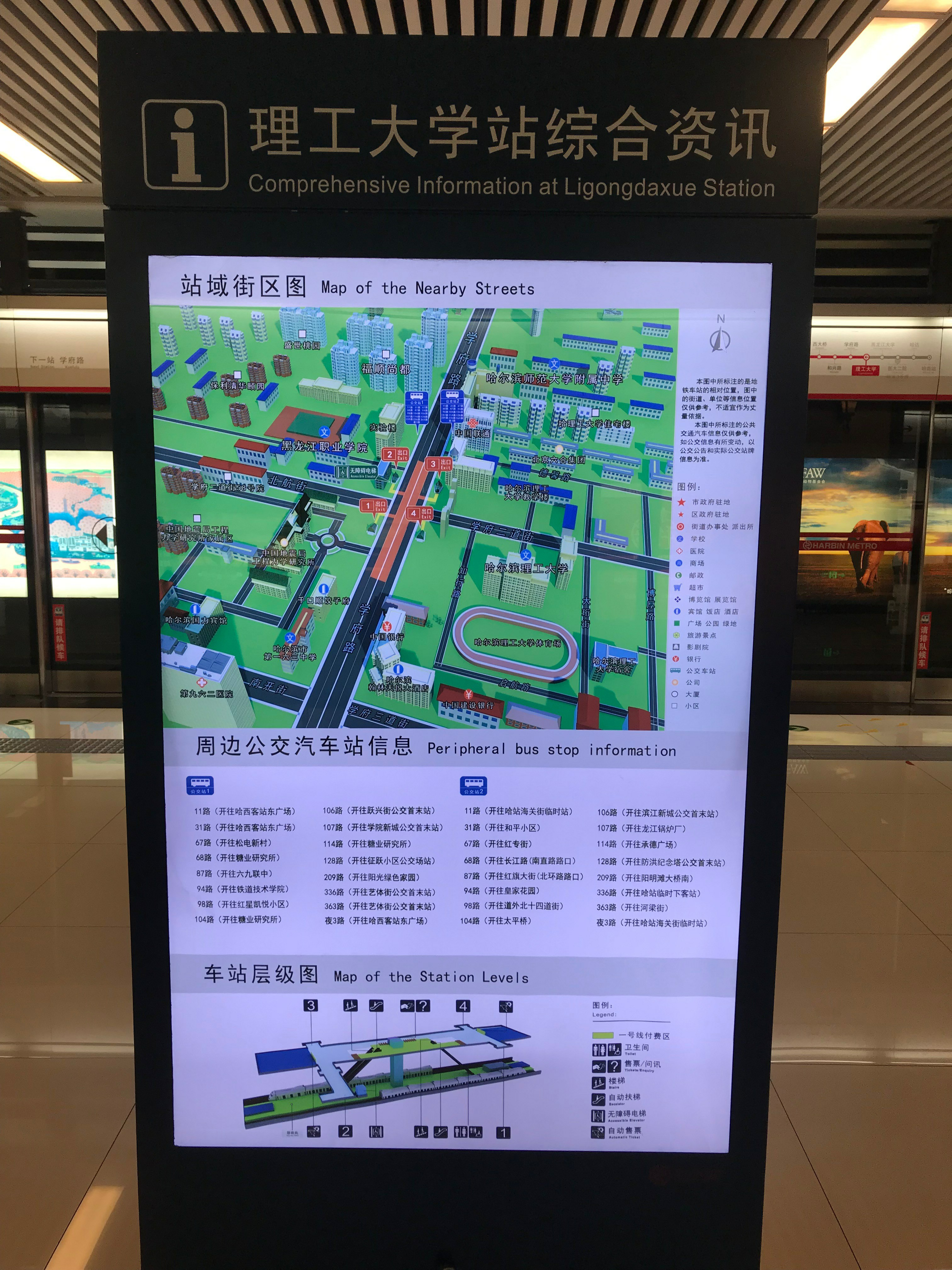
车站综合资讯

理工大学站为岛式站台地下车站。
| 地面              | 出入口 | 1-4出入口 |
| 地下一层          | 站厅   | 客服中心、自动售票机、验票机                                                                                        |
| 地下二层          | 站台层 | \| \| \| █ 1号线往新疆大街（黑龙江大学） \| \| 島式 · 開左邊车门 \| \| \| \| \| \| █ 1号线往哈尔滨东站（学府路） \| |
|                   |        | █ 1号线往新疆大街（黑龙江大学）                                                                                     |
| 島式 · 開左邊车门 |        | |
|                   |        | █ 1号线往哈尔滨东站（学府路）                                                                                       |

## 车站周边
- 哈尔滨理工大学

## 外链
- 哈尔滨地铁网理工大学站